# Murat Başesgioğlu
Murat Başesgioğlu né le 1er novembre 1955 à Kastamonu, est un homme politique turc.
Diplômé de la faculté de droit de l'Université d'Istanbul, il devient avocat. Membre du parti de la mère patrie (ANAP) (1984-2002), du parti de la justice et du développement (AKP) (2002-2010), du parti d'action nationaliste (MHP) (depuis 2011), député de Kastamonu (1987-2002) et d'Istanbul (2002-2015), vice président du groupe ANAP dans la Grande assemblée nationale de Turquie (TBMM) (1996-1997), ministre de l'intérieur (1997-1998), candidat à la présidence de TBMM en 2000 (battu par Ömer İzgi), ministre du travail et de la sécurité sociale (2002-2007) et ministre d'État chargé de la jeunesse et des sports (2007-2009). Il est marié et a 2 enfants.